# Головко Володимир Ілліч
Володимир Ілліч Головко (нар. 12 лютого 1947) — український діяч, військовик, кандидат філософських наук, доцент. Народний депутат України 2-го скликання. 

## Біографія
Служив у Радянській армії. Член КПРС.
Освіта вища. Закінчив Львівське вище військово-політичне училище, культурно-просвітницька робота, офіцер-політпрацівник.
На 1994 рік — офіцер запасу, військовий пенсіонер.
Народний депутат України 2-го демократичного скликання з .04.1994 (2-й тур) до .04.1998, Ленінський виборчий округ № 318, Полтавська область. Голова підкомітету з питань соціального захисту військовослужбовців Комітету з питань оборони і державної безпеки. Член депутатської групи «Реформи».
У 1998—2002 роках — начальник управління НАК «Нафтогаз України».